# Comuna Sârbeni, Teleorman
Sârbeni este o comună în județul Teleorman, Muntenia, România, formată din satele Sârbenii de Jos (reședința), Sârbeni și Udeni.

## Istorie
La sfârșitul secolului al XIX-lea, comuna făcea parte din plasa Glavacioc al județului Vlașca și era alcătuită din satul Sârbeni, având o populație de 708 de locuitori. În comună exista o școală mixtă și o biserică. La acea vreme, în plasa Neajlov a aceluiași județ, exista și comuna Udeni, alcătuită din cătunele Sârbeni-Moșteni, Udeni-Fărcășanca și Udeni, având o populație de 1000 de locuitori. În comună existau două biserici și o școală mixtă.
În Anuarul Socec din 1925, comuna Udeni apare în aceiași plasă, doar cu satul cu același nume, având o populație de 1055 de locuitori. Comuna Sârbeni apare și ea, tot în aceiași plasă, având o populație de 1600 de locuitori, în satele Adunați-Sârbeni și Sârbenii de Jos. În anul 1931, după o reorganizare administrativ-teritorială, satele Sârbeni și Sârbenii de Jos au fost incluse în comuna Udeni.
În anul 1950, comunele au trecut în administrația raionului Videle al regiunii Teleorman, raion care, doi ani mai târziu, a fost inclus în regiunea București. În timp, comuna Udeni a fost desființată, iar satele Udeni și Sârbenii de Jos au fost incluse în comuna Sârbeni, cu reședința fixată în satul Sârbenii de Jos
În anul 1968, comuna a trecut la județul Teleorman, având actuala structură.

## Demografie
Componența etnică a comunei Sârbeni
     Români (95,72%)
     Alte etnii (4,28%)
Componența confesională a comunei Sârbeni
     Ortodocși (94,05%)
     Alte religii (1,34%)
     Necunoscută (4,61%)
Conform recensământului efectuat în 2021, populația comunei Sârbeni se ridică la 1.497 de locuitori, în scădere față de recensământul anterior din 2011, când fuseseră înregistrați 1.617 locuitori. Majoritatea locuitorilor sunt români (95,72%). Din punct de vedere confesional, majoritatea locuitorilor sunt ortodocși (94,05%), iar pentru 4,61% nu se cunoaște apartenența confesională.

## Politică și administrație
Comuna Sârbeni este administrată de un primar și un consiliu local compus din 9 consilieri. Primarul, Stelian Șerban[*], de la Partidul Social Democrat, este în funcție din 2016. Începând cu alegerile locale din 2024, consiliul local are următoarea componență pe partide politice:
|  | Partid                    | Consilieri | Componența Consiliului | Componența Consiliului | Componența Consiliului | Componența Consiliului | Componența Consiliului | Componența Consiliului | Componența Consiliului |
|  | ------------------------- | ---------- | ---------------------- | ---------------------- | ---------------------- | ---------------------- | ---------------------- | ---------------------- | ---------------------- |
|  | Partidul Social Democrat  | 7          |                        |                        |                        |                        |                        |                        |                        |
|  | Uniunea Salvați România   | 1          |                        |                        |                        |                        |                        |                        |                        |
|  | Partidul Național Liberal | 1          |                        |                        |                        |                        |                        |                        |                        |